# 愛宕塚古墳 (播磨町)
愛宕塚古墳（あたごづかこふん）は、兵庫県加古郡播磨町野添北にある古墳。形状は円墳。兵庫県指定史跡に指定されている。

## 概要
兵庫県南部、印南野台地の最南端に築造された、播磨町に残る唯一の古墳である。近世期から墳丘上に愛宕権現が祀られるほか、1980年（昭和55年）以降に発掘調査が実施されている。
墳形は円形で、直径約21メートル・高さ約2メートル（または直径約22メートル・高さ約2.2メートル）を測る。墳丘外表では円筒埴輪（壺形・朝顔形埴輪含む）のほか、ミニチュア土器が検出されている。墳丘周囲には周濠が巡らされており、幅約4-5メートルを測る。埋葬施設は未調査のため明らかでなく、副葬品も詳らかでない。また付近では陪塚と見られる小古墳2基が存在したが、現在では失われている。築造時期は古墳時代中期の4世紀末葉-5世紀初頭頃と推定される。
古墳域は1982年（昭和57年）に兵庫県指定史跡に指定されている。

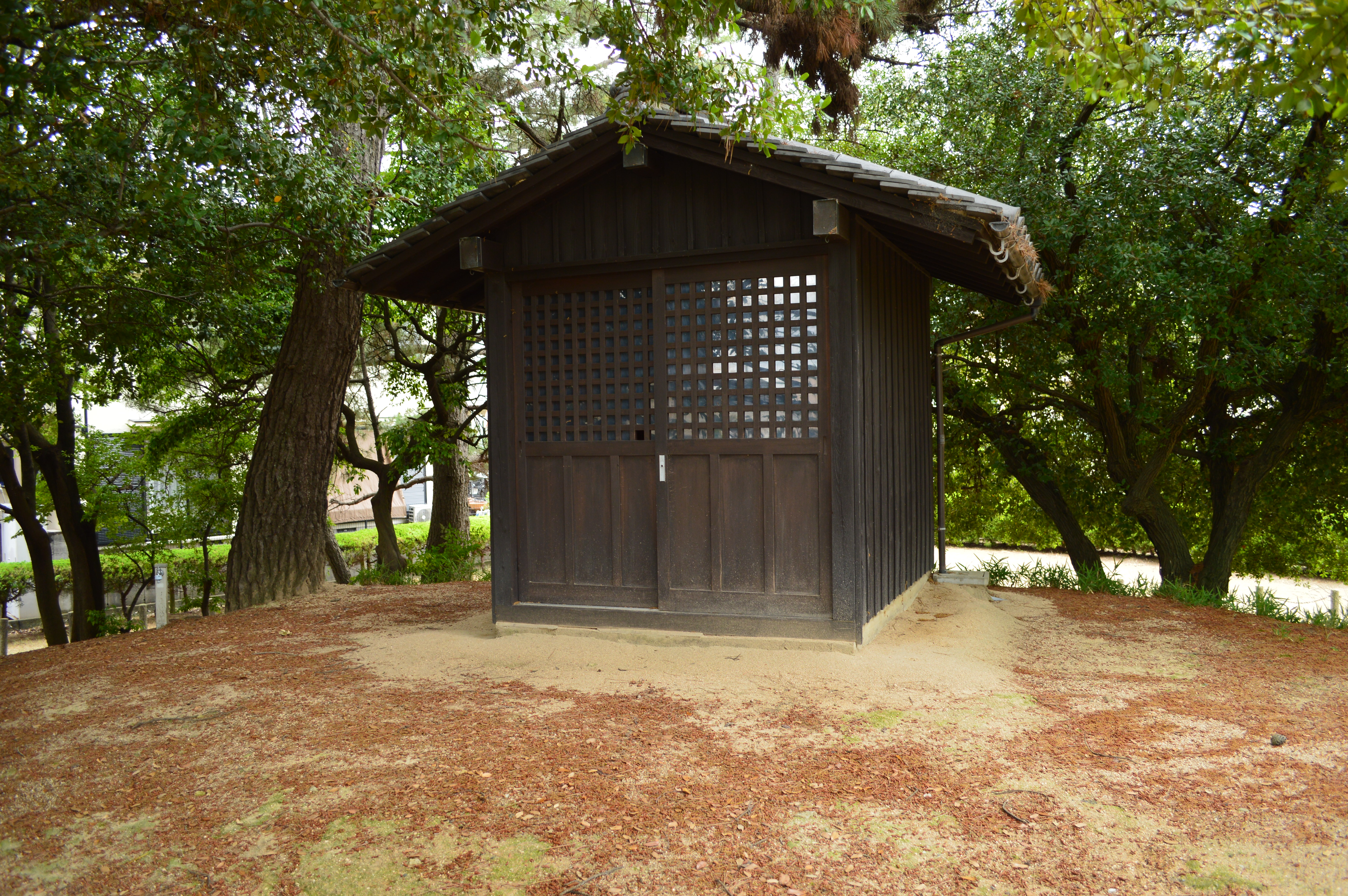
墳頂の愛宕権現
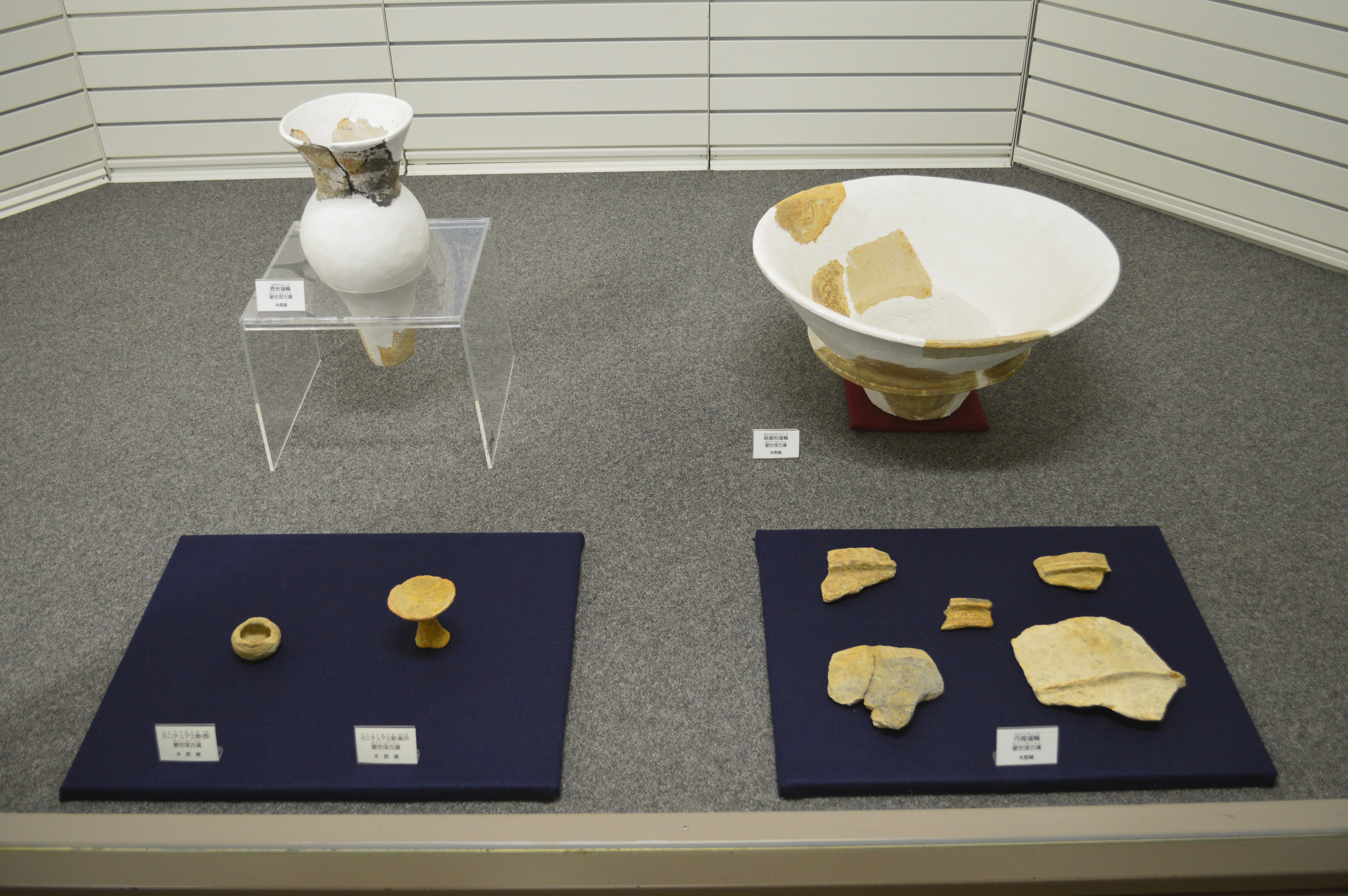
出土品 播磨町郷土資料館展示。

## 文化財

### 兵庫県指定文化財
- 史跡
  - 愛宕塚古墳 - 1982年（昭和57年）3月26日指定[4]。

## 関連施設
- 播磨町郷土資料館（播磨町大中） - 愛宕塚古墳の出土品等を保管・展示。

## 関連文献
（記事執筆に使用していない関連文献）
- 『愛宕塚古墳ほか町内遺跡詳細分布調査報告書（播磨町文化財調査 第2集）』播磨町教育委員会、1981年。